# Llansá
Llansá (oficialmente y en catalán Llançà) es un municipio español de la provincia de Gerona, en la comunidad autónoma de Cataluña. Ubicado en la comarca del Alto Ampurdán, tiene una población de 4943 habitantes (INE 2024).

## Toponimia
El topónimo oficial desde comienzos de la década de 1980 es Llançà. El nombre del lugar también puede encontrarse escrito con las grafías Llansá y Llansa

## Geografía

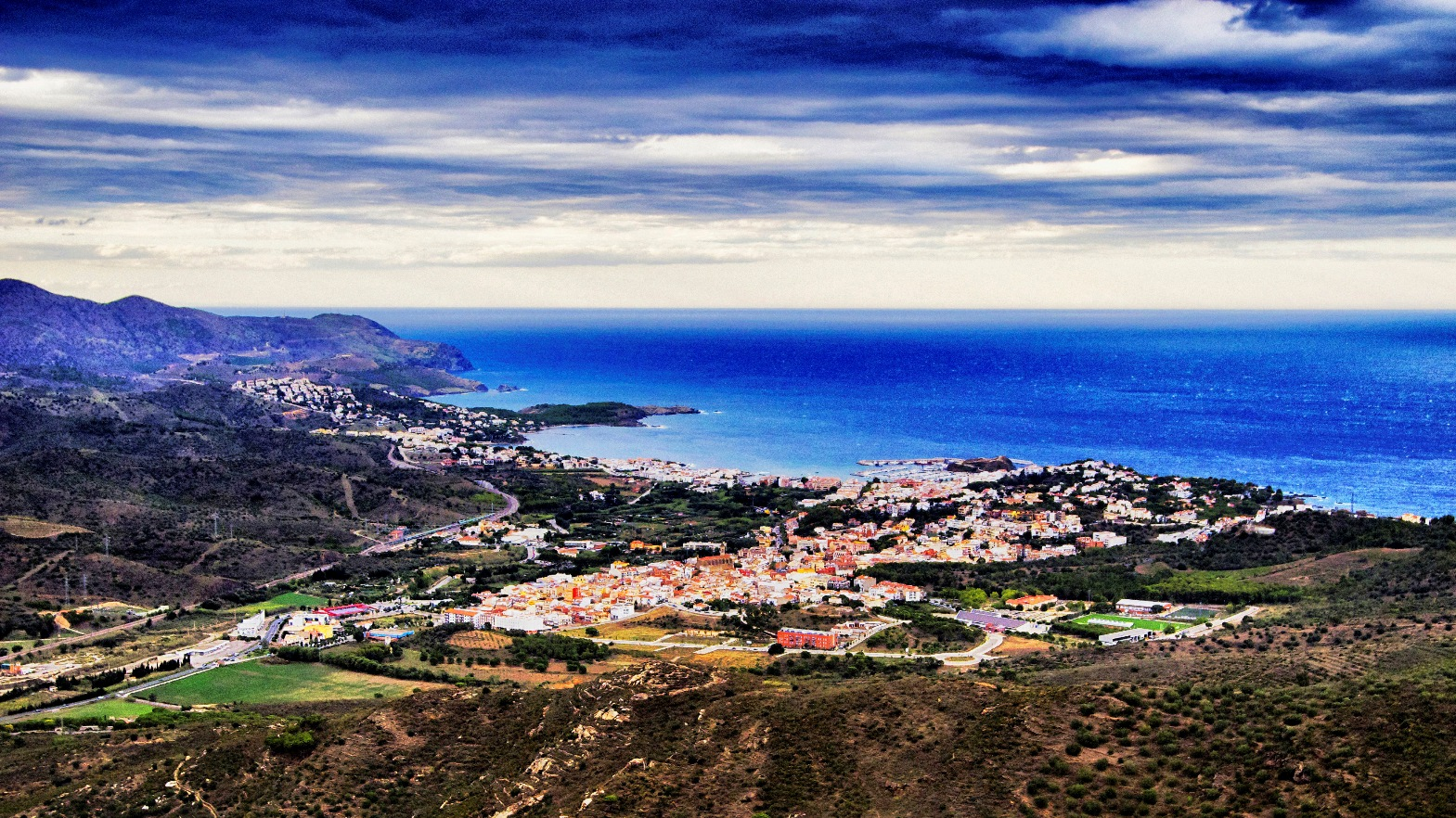
Panorámica de la localidad

Integrado en la comarca de Alto Ampurdán, se sitúa a 62 km de la capital provincial. El término municipal está atravesado por la carretera nacional N-260, entre los pK 15 y 25, y por una carretera local (GI-612) que se dirige a El Port de la Selva.
El municipio se extiende al norte de la península del cabo de Creus, entre el Cap de Ras, al norte, y el sector rectilíneo conocido como puerto de la Vall, al sur. Abraza la cuenca de la riera de la Valleta y está accidentado por los contrafuertes de L’Albera: al norte, por la sierra de la Balmeta (Puig d'Esquers, 606 m) y al sur, por la serra de L’Estela (463 m). La capital municipal se alza a 4 m sobre el nivel del mar. 
| Noroeste: Rabós y Vilamaniscle | Norte: Colera            | Nordeste: Mar Mediterráneo   |
| Oeste: Garriguella             |                          | Este: Mar Mediterráneo       |
| Suroeste: Vilajuiga            | Sur: El Port de la Selva | Sureste: El Port de la Selva |

## Historia
Cerca de donde se levanta hoy la población de Llansá, se encontraba la antigua ciudad de Deciana, fundada en el año 218 a. C., próxima a la vía romana que en el Rosellón se bifurcaba y atravesaba los Pirineos por los puertos montañosos de La Masana y el Portús. Después de la destrucción de Ampurias, a manos de Hasting y sus normandos, en el año 862, los habitantes de las costas del Ampurdán, por miedo a las incursiones de los piratas sarracenos, se desplazan de la costa hacia el interior, y así la villa de Llansá fue erigida cerca del mar, pero casi totalmente escondida.
En los pergaminos del siglo X de San Pedro de Roda, se denomina como Vall Lanciana o Vall Lanciani, que recuerda el viejo nombre de Deciana, del que se cree que derivó el actual Llansá.
En la primavera de 1344, Ramón Berenguer, segundo conde de Ampurias de la segunda dinastía, se sublevó contra el rey de Aragón, Pedro IV. El conde encarceló en Llansá a muchos caballeros del Rosellón, que defendían al monarca. Inesperadamente, Pedro IV se presentó en Figueras y procesó al conde de Ampurias, otorgándole finalmente el perdón gracias a las peticiones familiares.
En 1659, con la Paz de los Pirineos, los franceses reclamaron Llansá y pretendían establecer la frontera en el cabo de Creus, pero más tarde se situó en el cabo de Cervera.
En 1692 se construyó la capilla del Puerto.
A mediados del siglo XVIII, bajo la advocación de San Vicente, se construyó el actual templo parroquial sobre los restos de una vieja iglesia románica que desde el año 974 pertenecía a la jurisdicción del abad de San Pedro de Roda.
Entre los años 1718 y 1720 se desarrolló la economía con la explotación del vino y del aceite.
En 1787 se habla de un millar de habitantes en el municipio.
En 1793, cuando los franceses quisieron conquistar Roses, fueron vencidos en Llansá. Como recuerdo de todo este pasado histórico, solo queda la iglesia parroquial barroca del siglo XVIII y la torre románica del siglo XIII o XIV. Estos dos monumentos están situados en la plaza Mayor de Llansá y son dignos de proteger.
La iglesia y la torre son dos monumentos característicos del paisaje urbano de Llansá, y se vislumbran desde cualquier parte de la periferia de la villa. En 1870 se plantó el Árbol de la Libertad para expresar el sentir democrático de la población.
El casco antiguo se organizó en torno a la iglesia parroquial y estaba delimitado por tres calles: Dins la Vila, Major y Església. En el puerto de Llansá había casas viejas de pescadores que han sido reformadas. Actualmente, este se ha convertido en un centro turístico y residencial.
En los años 1960, el turismo significó un crecimiento urbano y demográfico que provocó la dinamización y la transformación del municipio. La gente de la época empezó a dedicarse a oficios nuevos, más atractivos y rentables: comerciantes, camareros y constructores, entre otros.

## Demografía
Llansá cuenta con una población de 4943 habitantes (INE 2024).
| Gráfica de evolución demográfica de Llansá entre 1842 y 2021                                                        |
| |
| Población de derecho según los censos de población del INE Población de hecho según los censos de población del INE |

## Cultura

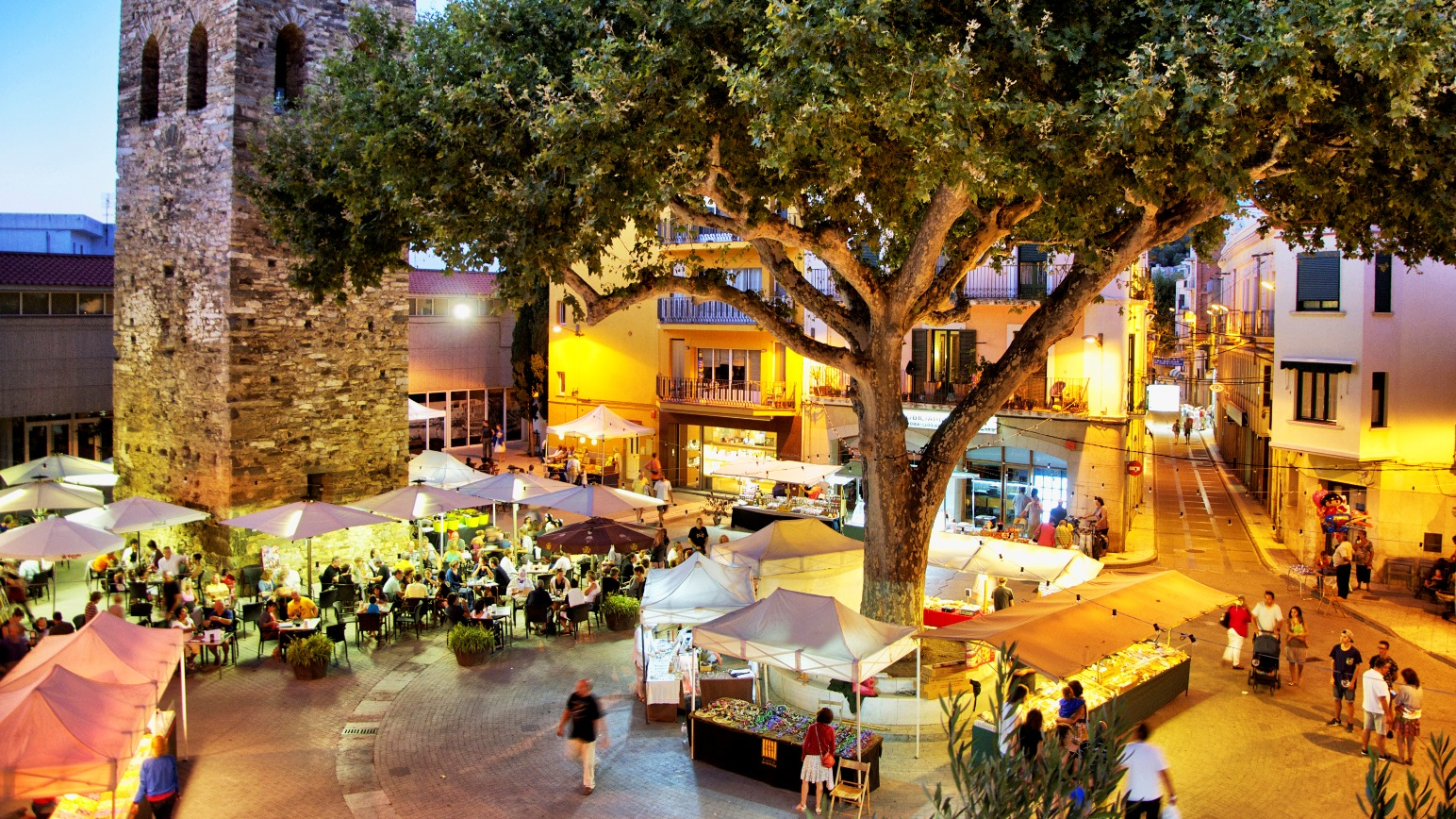

En la plaza mayor de Llansá se encuentra la Torre Románica, construcción de estilo gótico edificada en el siglo XIII. Muy cerca se encuentra la actual iglesia, construida en el siglo XVIII. En la plaza aún se distinguen restos del antiguo castillo que el abad del monasterio de San Pedro de Roda tenía en la población.
En la parte del puerto, de construcción más moderna que la villa, podemos encontrar la capilla del Puerto o iglesia del Puerto construida en 1692.

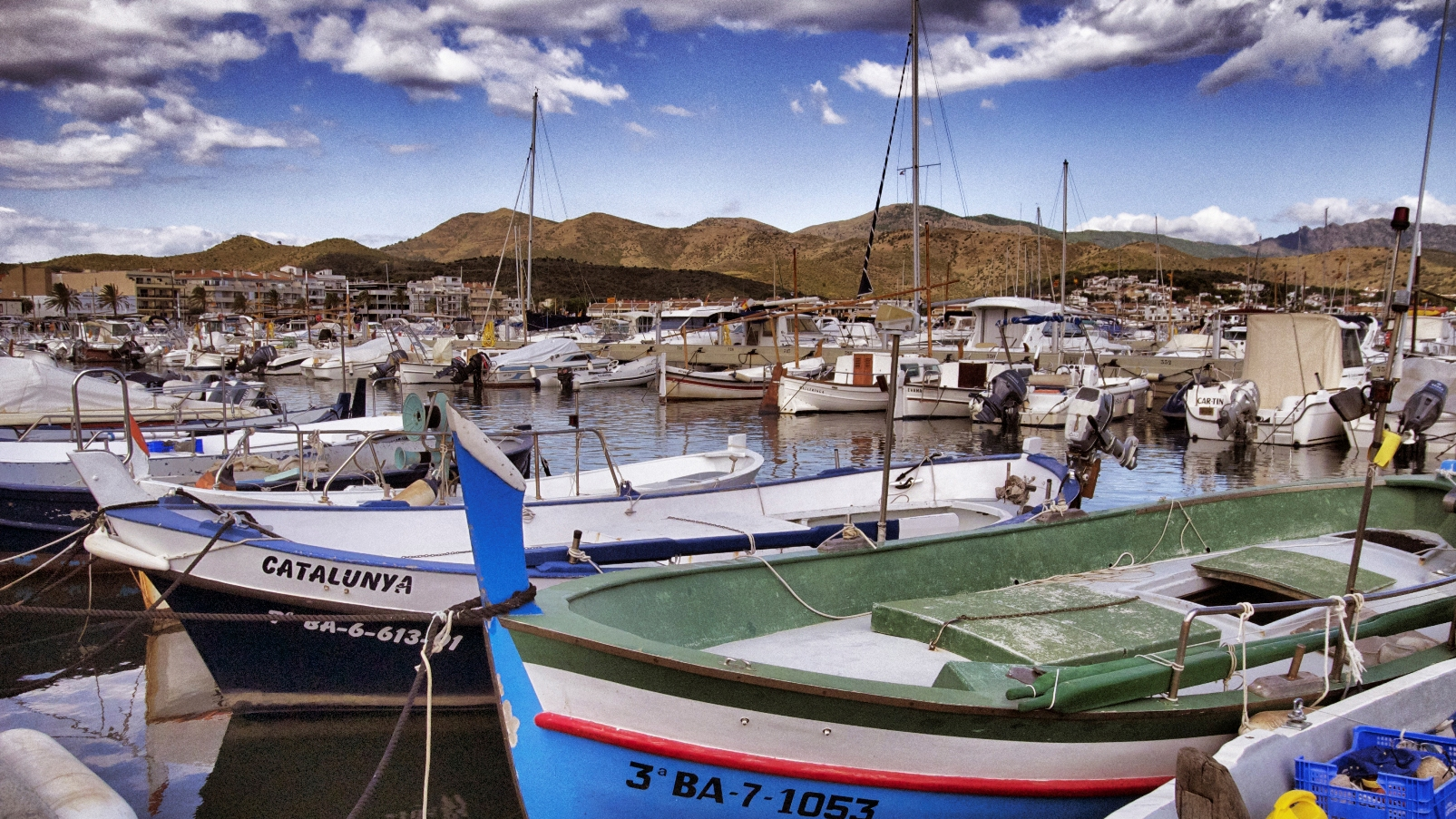

El pueblo celebra su fiesta mayor en enero coincidiendo con el día de San Vicente. También se celebra en el núcleo del Puerto la festividad de la Virgen del Carmen (16 de julio), patrona de los marineros. Además de diversas actividades culturales, la imagen de la Virgen es llevada en procesión desde el puerto hasta unos kilómetros mar adentro.

## Símbolos
El escudo de Llansá se define por el siguiente blasón:

Escudo losanjado: de argén, 3 lanzas de azur, fustadas de gules, sostenidas sobre un pie oleado de azur. Por timbre, una corona mural de villa.

Fue aprobado el 17 de abril de 1986. Las tres lanzas son señal parlante tradicional relativo al nombre de la villa. El pie representa el mar Mediterráneo, en la orilla del cual, se levanta Llansá.
Una de las curiosidades de Llansá es la réplica, instalada en una de las rotondas de la ciudad, del Manneken Pis bruselense.

## Economía
En la década de 1960, Llansá experimentó un importante desarrollo económico gracias al auge del turismo. Gracias a su privilegiada situación en la Costa Brava, Llansá se ha convertido en un importante centro turístico y residencial.

## Administración y política
| Periodo   | Nombre | Partido        |
| --------- | --- | -------------- |
| 1979-1983 | Josep Maria Salvatella | CiU            |
| 1983-1987 | Josep Maria Salvatella | CiU            |
| 1987-1991 | Josep Maria Salvatella | CiU            |
| 1991-1995 | Josep Maria Salvatella | CiU            |
| 1995-1999 | Josep Maria Salvatella | CiU            |
| 1999-2003 | Josep Maria Salvatella | CiU            |
| 2003-2007 | Pere Vila Fulcarà | CiU            |
| 2007-2011 | Pere Vila Fulcarà | CiU            |
| 2011-2015 | Pere Vila Fulcarà | CiU            |
| 2015-2019 | Guillem Cusí i Batlle (2015-2017) Moción de censura; pacto entre PDeCAT y PSC Pere Vila Fulcarà (2017-2018) Francesc Guiset Lagressa (2018-2019) | ERC PDeCAT PSC |
| 2019-2023 | Francesc Guiset Lagressa (2019-2021) Núria Escarpanter Olivet (2021-2023)                                                                        | PSC Junts      |
| 2023-act. | Núria Escarpanter Olivet | Junts          |